# Veres Rivne
NK Veres Rivne (Oekraïens: Футбольний клуб) is een Oekraïense voetbalclub uit Rivne.
De club werd in 1957 opgericht als Kolhospnik Rovno, volgens de toenmalige Russische spelling. Na het uiteenvallen van de Sovjet-Unie begon de club op het tweede niveau in groep A. Daar werd de club in 1992 meteen kampioen en speelde tot 1995 in de Vysjtsja Liha. Na twee seizoenen in de Persja Liha degradeerde Veres Rivne in 1997 opnieuw en sindsdien speelt de club in de Droeha Liha A. In 2011 ging de club failliet.
In 2015 werd een doorstart gemaakt en de club promoveerde na een derde plaats direct naar de Persja Liha. In 2017 promoveerde de club naar de hoogste klasse. De club eindigde op een zesde plaats en liep zo net het Europees voetbal mis. Na dit seizoen stond de club haar plaats af aan FK Lviv in de hoogste klasse en ging terug in de Droeha Liha spelen. In 2020 promoveerde de club weer. Dit zelfde kunstje werd een volgend seizoen herhaald, ditmaal was het goed voor promotie naar de Premjer-Liha. Waar de club in 2017 voor het laatst actief was. 

## Historische namen
- 1958-1966: Kolhospnik Rovno
- 1966-1975: Goryn Rovno
- 1972-1990: Avangard Rovno
- 1991-2011: Veres Rivne
- 2015-heden: Veres Rivne

## Erelijst
- Persja Liha A: 1992

## Seizoensresultaten vanaf 1992
| Seizoen | Competitie          | Niveau | Eindstand | Beker        | Opmerking                                                                                |
| ------- | ------------------- | ------ | --------- | ------------ | ---------------------------------------------------------------------------------------- |
| 1992    | Persja Liha Groep A | II     | 1         | 1e ronde     | Ligatopscorer ex aequo: Aleksei Snigiryov (10)                                           |
| 1992/93 | Vysjtsja Liha       | I      | 16        | 8e finale    |                                                                                          |
| 1993/94 | Vysjtsja Liha       | I      | 12        | halve finale |                                                                                          |
| 1994/95 | Vysjtsja Liha       | I      | 18        | 8e finale    |                                                                                          |
| 1995/96 | Persja Liha         | II     | 16        | 3e ronde     |                                                                                          |
| 1996/97 | Persja Liha         | II     | 23        | 3e ronde     |                                                                                          |
| 1997/98 | Droeha Liha Groep A | III    | 4         | --           |                                                                                          |
| 1998/99 | Droeha Liha Groep A | III    | 13        | --           |                                                                                          |
| 1999/00 | Droeha Liha Groep A | III    | 14        | --           |                                                                                          |
| 2000/01 | Droeha Liha Groep A | III    | 12        | --           |                                                                                          |
| 2001/02 | Droeha Liha Groep A | III    | 6         | 1e ronde     |                                                                                          |
| 2002/03 | Droeha Liha Groep A | III    | 7         | 1e ronde     |                                                                                          |
| 2003/04 | Droeha Liha Groep A | III    | 10        | 2e ronde     |                                                                                          |
| 2004/05 | Droeha Liha Groep A | III    | 11        | 1e ronde     |                                                                                          |
| 2005/06 | Droeha Liha Groep A | III    | 7         | 8e finale    |                                                                                          |
| 2006/07 | Droeha Liha Groep A | III    | 13        | 1e ronde     |                                                                                          |
| 2007/08 | Droeha Liha Groep A | III    | 14        | --           |                                                                                          |
| 2008/09 | Droeha Liha Groep A | III    | 13        | 1e voorronde |                                                                                          |
| 2009/10 | Droeha Liha Groep A | III    | 9         | 2e ronde     |                                                                                          |
| 2010/11 | Droeha Liha Groep A | III    | 12        | 1e voorronde | Faillissement                                                                            |
| 2011/12 | Niet in competitie  | -      | -         |              |                                                                                          |
| 2012/13 | Niet in competitie  | -      | -         |              |                                                                                          |
| 2013/14 | Niet in competitie  | -      | -         |              |                                                                                          |
| 2014/15 | Niet in competitie  | -      | -         |              |                                                                                          |
| 2015/16 | Droeha Liha         | III    | 2         | 1e ronde     |                                                                                          |
| 2016/17 | Persja Liha         | II     | 3         | 8e finale    | promotie omdat Desna Tsjernihiv geen licentie kreeg.                                     |
| 2017/18 | Premjer Liha        | I      | 6         | kwartfinale  | I.v.m. de financiële situatie verbannen > Droeha Liha                                    |
| 2018/19 | Droeha Liha         | III    | 5         | 1e ronde     |                                                                                          |
| 2019/20 | Droeha Liha         | III    | 3         | 2e ronde     | Liga topscorer: Mykhailo Shestakov (11); pd-wedstrijden > FK Cherkashchyna: 2-0/1-1      |
| 2020/21 | Persja Liha         | II     | 1         | kwartfinale  |                                                                                          |
| 2021/22 | Premjer Liha        | I      | 9         | 8e finale    | Gespeeld tot kwartfinale i.v.m. Russische inval                                          |
| 2022/23 | Premjer Liha        | I      | 13        | --           | Geen bekertoernooi i.v.m. Russische inval; pd-wedstrijden > Metaloerh Zaporizja: 0-1/6-1 |
| 2023/24 | Premjer Liha        | I      | 13        | 8e finale    | PD-wedstrijden > FK Epitsentr: 1-1 (U) / 3-1 (T)                                         |
| 2024/25 | Premjer Liha        | I      | 9         | kwartfinale  |                                                                                          |
| 2025/26 | Premjer Liha        | I      | .         |              |                                                                                          |